# Mendenhall (Mississippi)
Mendenhall é uma cidade localizada no estado americano de Mississippi, no Condado de Simpson.

## Demografia
Segundo o censo americano de 2000, a sua população era de 2555 habitantes.
Em 2006, foi estimada uma população de 2540, um decréscimo de 15 (-0.6%).

## Geografia
De acordo com o United States Census Bureau tem uma área de
13,9 km², dos quais 13,8 km² cobertos por terra e 0,1 km² cobertos por água.

## Localidades na vizinhança
O diagrama seguinte representa as localidades num raio de 28 km ao redor de Mendenhall.